# Control Machete
A Control Machete mexikói hiphopegyüttes volt Monterrey-ből. Tagjai Fermín IV (Fermin IV Caballero Elizondo), Patricio "Pato Machete" Chapa Elizalde és Toy Kenobi (Antonio "Toy" Hernández) voltak.
2003-as albumuk a 18. helyet szerezte meg a Latin Pop listán.

## Diszkográfia

### Stúdióalbumok
- Mucho Barato (1996)
- Artillería Pesada presenta (1999)
- Solo Para Fanáticos (2002)
- Uno, Dos:Bandera (2003)